# Rocky IV (banda sonora)
Rocky IV es una banda sonora publicada en noviembre de 1985 que pertenece a la película Rocky IV protagonizada por Sylvester Stallone estrenada el mismo año, y fue producida por Bill Conti. Scotti Brothers Records relanzó el álbum en un disco compacto en marzo de 1992.

## Lista de canciones
1. "Burning Heart" (Survivor) - 3:50
2. "Heart's on Fire" (John Cafferty & The Beaver Brown Band) - 4:06
3. "Double or Nothing" (Kenny Loggins & Gladys Knight) - 3:44
4. "Eye of the Tiger" (Survivor) - 3:47
5. "War" (Vince DiCola) - 5:56
6. "The Final Countdown" (Europe) - 4:44
7. "No Easy Way Out" (Robert Tepper) - 4:24
8. "One Way Street" (Go West) - 4:38
9. "The Sweetest Victory" (Touch) - 4:25
10. "Training Montage" (Vince DiCola) - 3:39